# Бродоградилиште 3. мај
Бродоградилиште 3. мај (Трећи Мај Бродоградилиште д. д.) је највеће хрватско бродоградилиште, које се налази у Ријеци. Највећим дијелом гради нафтне танкере, теретне бродове и бродове за превоз контејнера, а мањим трајекте и јахте. У бродоградилишту је запослено 3.250 радника.
Основно је 1892. године, а послије кратког прекида рада поновно почиње да ради 1906. под именом „Данубиус“. Аустроугарска царска администрација изабрала је управо то бродоградилиште за градњу нових бродова за ратну морнарицу монархије. 1911. мијења име у Ganz&co Danubius. Након краја Првог светског рата и распада Аустроугарске бродоградилиште припада Италији и поново мијења име у Cantieri Navali part Quarnero.
На крају Другог светског рата, 1945. године, немачка војска пред повлачење уништава све објекте и машине бродоградилишта. Већ 1948. године бродоградилиште је у стању градити мање бродове. Уз наставак обнове, бродоградилиште се оријентише на градњу трговинских бродова. Године 1956. бродоградилиште закључује свој први извозни уговор за швајцарског наручиоца. До краја 1980их година бродови из бродоградилишта су извезени у укупно 24 државе света.